# Phaenobezzia maya
Phaenobezzia maya är en tvåvingeart som beskrevs av Gustavo R. Spinelli och Wirth 1986. Phaenobezzia maya ingår i släktet Phaenobezzia och familjen svidknott.
Artens utbredningsområde är Belize. Inga underarter finns listade i Catalogue of Life.